# Alexis Thérèse Petit
Alexis Thérèse Petit (* 2. Oktober 1791 in Vesoul; † 21. Juni 1820 in Paris) war ein französischer Physiker.

## Leben
Alexis Thérèse Petit besuchte die École Centrale in Besançon mit großem Erfolg und wechselte auf eine private Schule in Paris, wo er von Lehrern mit einer Ausbildung an der École polytechnique unterrichtet wurde. Im Alter von zehn Jahren, also im Jahre 1801, war A.T. Petit schon qualifiziert genug, um als Student an der École polytechnique in Paris angenommen zu werden. Dennoch waren die formalen Zugangsvoraussetzungen so gestaltet, dass er erst mit 16 Jahren aufgenommen werden konnte. Er musste deshalb fünf Jahre warten. Er besuchte an der École im Jahre 1807 dieselbe Klasse wie der französische Mathematiker, Ingenieur und Physiker Jean-Victor Poncelet (1788–1867), der fast drei Jahre älter als Petit war. Er wurde im Jahre 1811 für seine herausragende Dissertation über Kapillarwirkung promoviert, Théorie Mathématique de l’Action Capillaire. Petit wurde später an der École Polytechnique als Professor für Physik Nachfolger des französischen Mathematikers und Physikers Pierre-Simon Laplace (1749–1827). 1818 erwählte ihn die philomathische Gesellschaft in Paris zu ihrem Mitglied.
Petit heiratete im November 1814 eine der Schwestern von Dominique François Jean Arago (1786–1853). Sein Schwager war ebenfalls Physiker, aber auch Politiker. Seine junge Frau starb schon im April 1817 an Tuberkulose. Auch bei Petit selbst zeigten sich kurz darauf Spuren frühen Alters und eines unheilbaren Brustübels, dem er im Juni 1820 im Alter von nur 28 Jahren erlag. Zöglinge der École Polytechnique errichteten ihm auf seinem Grab ein Denkmal.
Der Mondkrater Petit wurde 1976 nach ihm benannt.

## Wissenschaftliche Leistungen
A.T. Petit und François Arago experimentierten gemeinsam, etwa über die Lichtbrechung in Gasen. Insbesondere untersuchten sie den Einfluss der Temperatur auf den Brechungsindex von Gasen. Als A.T. Petit an der École Polytechnique Physik studierte, wurde gelehrt, dass Licht aus Korpuskeln zusammengesetzt sei. Seine gemeinsame Arbeit mit dem Schwager François Arago im Jahre 1815, vermittelte ihm jedoch einen anderen Blick auf die Natur des Lichts, und im Dezember desselben Jahres wurde er ein Vertreter der Wellentheorie des Lichts.
1819 formulierte er zusammen mit Pierre Louis Dulong (1785–1838) die Dulong-Petit-Regel.

## Werke
- Petit, A. T.; Dulong, P.L.: Recherches sur quelques points importants de la théorie de la chaleur. In: Annales de Chimie et de Physique. Vol. 10, 1819, S. 395–413.